# Roy Sandstrom
Eric Roy Sandstrom (né le 11 septembre 1931 et mort le 19 mai 2019) est un athlète britannique spécialiste du sprint. Il participe aux 100 mètres des Jeux olympiques d'été de 1956, mais est éliminé en demi-finales

## Biographie

### Palmarès
| Date | Compétition                                     | Lieu      | Résultat | Épreuve   | Performance |
| ---- | ----------------------------------------------- | --------- | -------- | --------- | ----------- |
| 1958 | Jeux de l'Empire britannique et du Commonwealth | Cardiff   | 1er      | 4 × 110 y | 40 s 72     |
| 1958 | Championnats d'Europe                           | Stockholm | 2e       | 4 × 100 m | 40 s 2      |

### Records
| Épreuve    | Performance | Lieu | Date |
| ---------- | ----------- | ---- | ---- |
| 100 mètres | 10 s 3      |      | 1956 |
| 200 mètres | 21 s 5      |      | 1958 |